# Tauxières-Mutry
Tauxières-Mutry is een voormalige gemeente in het Franse departement Marne in de regio Grand Est en telt 249 inwoners (1999). Het maakt deel uit van het arrondissement Épernay.

## Geschiedenis
De gemeente werd in 1883 gevormd door de fusie van de toenmalige gemeenten Mutry en Tauxières. Tauxières-Mutry maakte deel uit van het kanton Ay totdat dit op 22 maart 2015 werd opgeheven en de gemeente werd opgenomen in het kanton Épernay-1. Op 1 januari 2016 fuseerde Tauxières-Mutry met Louvois tot de commune nouvelle Val de Livre.

## Geografie
De oppervlakte van Tauxières-Mutry bedraagt 10,0 km², de bevolkingsdichtheid is 24,9 inwoners per km².
De onderstaande kaart toont de ligging van Tauxières-Mutry met de belangrijkste infrastructuur en aangrenzende gemeenten.

## Demografie
Onderstaande figuur toont het verloop van het inwonertal (bron: INSEE-tellingen).